# Corrado De Stefani
Corrado De Stefani (Biella, 1º marzo 1993) è un golfista italiano, cresciuto nel Golf Club "Le Betulle" di Biella ed oggi nel circuito internazionale Alps Tour.

## Carriera

### Dilettantismo
Corrado è cresciuto a Biella e, durante il periodo di gare dilettantistiche, ha già fatto parte della compagine azzurra giovanile.
Da sempre appassionato di golf, nel 2006 e 2007 ha preso parte al Campionato italiano Pulcini (valido per gli under 14), terminando le due esperienze con un secondo posto in classifica generale. Dal 2008 ha iniziato a partecipare ai Campionati italiani assoluti, classificandosi terzo alla prima partecipazione, quarto nel 2010 e secondo nel 2011.
La sua prima importante vittoria risale al 2008, quando si classificò primo Under 18 al GP Città di Milano, gara che vinse poi come primo classificato assoluto nel 2012.
Corrado, continuando ad allenarsi alacremente, riuscì a far parlare di sé anche ai campionati internazionali d'Italia under 16, risultando secondo assoluto e vincitore della coppa delle nazioni nel 2008 e primo classificato assoluto e (per la seconda volta consecutiva) vincitore della coppa delle nazioni nel 2009.
Continuando a gareggiare sia in circuiti italiani che internazionali, nel 2011 si classificò terzo assoluto (e vincitore della coppa delle nazioni) al campionato internazionale per under 18 "English Boys stroke play Championship Carris Trophy".
Tra il 2012 ed il 2013, oltre ad essersi imposto al GP Città di Milano, terminò nove volte tra i top ten in gare nazionali: a fine di questa seconda stagione prese parte al Torneo di Preselezione al professionismo, vincendolo. Inoltre, nello stesso periodo, alla Qualifiying School dell’European Tour conquistò la ‘carta’ per l’Alps Tour con il 62º posto nella finale.

### Professionismo
Corrado è passato professionista il 10 gennaio 2014 e nel primo anno nella nuova categoria ha disputato 16 gare nell’Alps Tour andando a premio in quattro occasioni: 17º Open de St. François, 21º Asiago Open, 33º Red Sea El Ein Bay Open e 35º Masters 13. È terminato 72º nella money list ed è tornato alla Qualifying School dell'European Tour, dove ha ripreso la ‘carta’ con il 29º posto in finale. Nell’Italian Pro Tour si è classificato 29º nel Campionato Nazionale Open. Ordine di merito italiano: 37º; money list Italian Pro Tour: 24º.
È stata molto buona la stagione 2015, in cui ha preso parte a 19 dei 20 tornei in calendario nell’Alps Tour subendo solamente due tagli e ottenendo tre top ten. Con il 27º posto nella money list è riuscito a riconfermarsi in questo circuito. Questi i piazzamenti: 7º al Dreamland Pyramids Open e Alps de Andalucia, 10º al Red Sea Little Venice Open, 17º al Citadelle Trophy, 22º al Tunisian Open, 24º all'Open International de Marcilly, 26º all'Alps de Las Castillas, 28º al Memorial G. Bordoni, 33º al Servizitalia Open, 34º all'Abruzzo Open, 37º all'Open International de Haut Poitou, 39º al Red Sea El Ein Bay Open ed all'Open Frassanelle e Colli Berici Open, 41º al Gosser Open, 47º all'Open de St. François Guadeloupe e 50º all'Israel Masters. Buone anche le sue prestazioni nell’Italian Pro Tour con il 12º posto nel Campionato Nazionale Open e, fuori dei circuiti, con il terzo nel Campionato PGAI. Inoltre ha vinto la PRO AM - Banca Generale 2015 a Cherasco (Cuneo). Ordine di merito italiano: 18º; money list Italian Pro Tour: 11º.
Nel 2016 Corrado ha disputato 17 gare nell’Alps Tour superando nove volte il taglio e si è classificato: 4º Open Frassanelle (attualmente il suo miglior piazzamento nel circuito internazionale Alps Tour), 6º Grand Final by Axa, 18º all'Open de Las Castillas, 20º all'Ein Bay Open e all'Open de St. François Guadeloupe, 25º al Gosser Open, 28º al Dreamland Pyramids Open e all'Abruzzo Open, 44º all'Alps Costa del Sol. A fine stagione ha concluso il circuito al 35º posto nell’ordine di merito, mantenendo la ‘carta’ anche per l'anno successivo. Ha, inoltre, fatto esperienza nel Challenge Tour, partecipando a quattro gare. Nell’Italian Pro Tour è terminato 46º nel Campionato Nazionale Open e ha vinto due PRO AM: la Biella - Le Betulle e la Soardo - Cristina Rubinetterie. Money list italiana: 25º; ordine di merito Italian Pro Tour: 11º.
Il 2017 è iniziato subito bene, con la vittoria della PRO AM del "Pesto by Novella", a Rapallo.

### Nazionale
Corrado De Stefani ha iniziato a gareggiare nella Nazionale Italiana nel 2008, partecipando ai Campionati europei a squadre under 18 (come uno dei migliori giovani italiani, nonostante la sua precoce età) quell'anno e poi nel 2010 e 2011.
Nel primo anno di militanza nella selezione azzurra ha preso parte agli European Young Masters (il campionato europeo under 16), al Campionato Internazionale d'Italia Assoluto ed al Campionato Internazionale d'Italia under 16. A fine stagione 2008 è stato anche premiato al CONI come "Premio Talento" dell'anno.
L'anno successivo, il 2009, lo vede partecipare al Campionato Internazionale d'Italia Assoluto, al Campionato Internazionale d'Italia under 16, al Quadrangolare Maschile under 18 ed al Quadrangolare "Lacoste 4 Nations Trophy".
Nel 2010 altre quattro presenze in nazionale, gareggiando all'English Boys Stroke Play Championship Carris Trophy under 18, al Campionato Internazionale d'Italia Assoluto, al Quadrangolare Maschile under 18 (tutte e tre che gioca anche nel 2011) e al Quadrangolare "Lacoste 4 Nations Trophy".
Nel 2012 e nel 2013 l'esordio a nuovi tornei internazionali: tra questi il Campionato Europeo Individuale Maschile Medal, il Nations Cup "Sherris Trophy" e i Campionati Internazionali di Finlandia, Repubblica Ceca, Portogallo, Spagna e Danimarca.
Dal 2015 Corrado De Stefani fa parte della squadra nazionale professionisti. Inoltre è stato inserito nella lista dei giocatori "probabili olimpici" per Tokyo 2020.